# Federació Catalana de Bitlles i Bowling
La Federació Catalana de Bitlles i Bowling (FCB) és l'organisme esportiu que dirigeix la pràctica dels esports de les bitlles i el bowling a Catalunya. Fou fundat l'any 1949. És reconeguda internacionalment per la Federació Internacional de Bowling des de l'any 2007. Forma part de la Unió de Federacions Esportives de Catalunya.

## Reconeixement internacional
La Federació Catalana de Bitlles i Bowling és reconeguda internacionalment de manera oficial el 30 d'agost de 2007 al congrés ordinari de la Federació Internacional de Bowling (FIQ) a Monterrey, dos dies més tard que el Presidium de la FIQ n'acordés la condició de membre provisional. De manera automàtica va passar a ser membre de la World Tenpin Bowling Association (WTBA) i de la European Tenpin Bowling Federarion (ETBF). La Federació Catalana esdevé el membre 50 de la Federació Europea.
Al mateix congrés de Monterrey el president de la Federació Catalana, Joan Ricart, va ser escollit vecepresident de la FIQ, a proposta de les federacions d'Alemanya i Luxemburg.
El 16 d'octubre de 2008, el Tribunal Federal de Suïssa va desestimar el darrer recurs presentat per la Federació Espanyola de Bowling contra la resolució del TAS que donava per bona l'oficialització de la Federació Catalana al si de la Internacional (FIQ).

## Modalitats
- Bowling
  - Tenpin (10 bitlles)
  - Ninepin (9 bitlles)
- Bitlles catalanes
- Bolos palma
- Bolos lleonesos

## Presidents

### Gonzalo de la Torre de Trassierra Fernández Duro (1949-1954)
Va ser president de la Gran Peña Bolística de Cantàbria, el primer club de bitlles que va existir a Catalunya, encara que només practicava l'especialitat de bolopalma, molt popular a Cantàbria. Va ser el primer president de la Federación Catalano-Balear de Bolos, tal com es deia en aquell moment. Sota la seva presidència, el 1951 es va incorporar l'especialitat de bowling, que de seguida es va fer molt popular. Quan va deixar el càrrec en va ser nomenat president d'honor.

### Carlos Cava de Llano Pintó (1954-1958)
Nomenat president el 1954, el 1955 es va disputar al Club Boliche de Barcelona el primer Campionat d'Espanya de Bowling. Durant el seu mandat també es van incorporar l'espedialitat del botxes, que només es practicaven a Girona, i la petanca. En deixar la federació va ser nomenat president honorari i al principi dels anys seixanta, va formar part de la comissió de disciplina del FC Barcelona.

### Josep Maria Sabata Anfruns(1958-1967)
Va ser president del Club Boliche. Va entrar a la federació com a vicepresident i màxim responsable de la secció de bowling durant l'etapa de Carlos Cava, i després va ser nomenat president. A finals de 1964 va ser nomenat vocal delegat de la Federació Espanyola responsable de les modalitats internacionals el bowling, la petanca i les botxes, i el desembre de 1967, en va ser nomenat vicepresident.

### Joan Ferrer Navarro(1967-1970)
Va jugar durant disset anys a hoquei patins en equips com el Turó, el RCD Espanyol, el 7 a 9, el GEiEG i el Cerdanyola, i després va ser vocal de la Federació Catalana de Patinatge. Ja retirat de l'hoquei patins, es va aficionar a la petanca en el Club Hispano-Francès, del qual era soci, i en va ser elegit president d'aquesta secció d. La seva bona tasca el va portar a representar els clubs de petanca a la Federación Española de Bolos fins que va ser nomenat president de la Federació Catalana.

### Xavier Solà Plans (1970-1975)
Va ser un dels pioners del bowling a Catalunya i un destacat jugador que diverses vegades es va proclamar campió de Catalunya i un campió d'Espanya per equips, així com subcampió individual i internacional amb la selecció espanyola. El 1956 va ser elegit president de la UE Gràcia de futbol i va ser el fundador de la seva secció de bowling. Va entrar a la federació com a vicepresident de la junta directiva que encapçalava Joan Ferrer. Quan aquest va dimitir el mes de març de 1970, es va convertir en el seu president accidental i a partir de desembre del mateix any en el definitiu després de ser elegit pels clubs en una votació i ser nomenat per la Delegació Nacional d'Esports. A partir de 1972 i fins al final del seu mandat també va ser representant de la Federación Española de Bolos a la Federació Internacional de Botxes

### Narcís Pujadas Zaguaga (1975-1981)
Pioner de la petanca a Mataró, va ser un dels fundadors, l'any 1958, de la Penya Tres Taules de Mataró, els components de la qual al principi es dedicaven a seguir l'equip de futbol de la ciutat i posteriorment van començar a jugar a la petanca i van reconvertir la penya en un club d'aquest esport. Com a jugador de petanca, va arribar a ser subcampió de Catalunya. I a partir de 1970, ja sota el nom de Club Petanca Mataró, va organitzar les 24 Hores de Petanca de Mataró. El 1972 Xavier Solà, li va proposar d'entrar a la junta directiva com a vicepresident i president de la secció de petanca. I tres anys després, quan Solà va deixar el seu càrrec, es va convertir en el nou president de la federació. Durant la seva presidència, va treballar perquè la petanca tingués una federació pròpia.

### Josep Maria Martí Font(1981-1984)
La seva primera vinculació amb els esports va ser al principi de la Guerra Civil com a fundador i delegat de la secció de rem de la Federació d'Alumnes i Exalumnes de l'Escola del Treball de Barcelona, de la qual va ser també vocal d'esports. En els anys setanta va ser fundador, secretari i president del Club Petanca Camping Hispano Masnou, la qual cosa li va obrir la porta a la vicepresidència de la Federació Catalana i a la presidència de la seva secció de petanca, que en aquella època era majoritària a la federació, i posteriorment al càrrec de president entre 1981 i 1985. El 1985 a ser el primer president de la Federació Catalana de Petanca.

### Domingo Benavent Bartolí (1984-1985)
Va ser un dels millors jugadors de bowling de Catalunya. Es va iniciar a les pistes del Club Boliche i va destacar primer amb el 7 a 9, amb el qual va ser campió de Catalunya per equips, i amb la selecció catalana. Després va jugar en el RCD Espanyol, amb el qual es va proclamar diverses vegades campió d'Espanya. Com a directiu, va ser president del Joventut Club de Bowling i vicepresident de la Federació Catalana durant la presidència de Josep Maria Martí. El 1984 va ocupar la presidència i durant el seu mandat va ser el màxim responsable de l'organització de l'Europeu de Bowling que es va diaputar a Barcelona.

### Joan Ricart Aguilà(1985-)
Va compaginar el càrrec de president de la federació amb el de jugador d'alt nivell de bowling de deu, esport en el qual es va proclamar diverses vegades campió d'Espanya, i va ser subcampió d'Europa a Malmö l'any 1998. Durant el seu mandat ha aconseguit el reconeixement oficial de la Federació Catalana en el si de la Federació Internacional la qual regula les especialitats de bowling 10 (deu bitlles) i de 9 (nou bitlles) i és reconeguda pel Comitè Olímpic Internacional i de la qual també en forma part la Federación Española de Bolos. Per aquest motiu ha rebut el Premi Lluís Companys atorgat per la Plataforma Proseleccions Esportives Catalanes. Ha estat vicepresident primer de la Federació Espanyola entre 2000 i 2004, i tresorer del Comitè Olímpic de Catalunya (COC) des del 2002 fins al 2006. En l'àmbit internacional, és vicepresident primer de la FIQ des de 2007, president de l'Associació Mundial de Bowling Six, constituïda a Barcelona el 2008. L'associació mundial de periodistes de bowling, la World Bowling Writers el distingí el 2010, amb el premi Mort Luby Jr Distinguished Service Award pel seu mèrit personal al capdavant de la federació en la promoció del bowling en l'àmbit internacional. També ha estat un gran impulsor de les bitlles catalanes, esport autòcton del qual es va crear el primer reglament l'any 1988, i va introduir el bowling de 9, que no existia a Catalunya.